# 八戸市立江南小学校
八戸市立江南小学校（はちのへしりつ こうなんしょうがっこう）は、青森県八戸市根城9丁目にある公立小学校。

## 沿革
- 1979年（昭和54年）4月1日 - 開校。
- 1980年（昭和55年）
  - 2月 - 校舎落成式典・校歌制定。
  - 4月 - 病弱学級「ひまわり学級」を、日赤病院に開級。
- 1988年（昭和63年）
  - 8月 - プール落成。
  - 10月 - 創立10周年記念式典挙行。
- 1998年（平成10年）11月 - 創立20周年記念式典挙行。
- 2002年（平成14年）3月 - 病弱学級「ひまわり学級」を、田面木小学校に移管。
- 2006年（平成18年）4月 - 校庭造成工事完了。
- 2007年（平成19年）11月 - 学校緑化記念植樹式。
- 2008年（平成20年）11月 - 創立30周年記念式典挙行。
- 2009年（平成21年）11月 - 屋内運動場床改修工事完了。
- 2011年（平成23年）
  - 3月11日 - 14時46分頃に発生した東日本大震災により、校舎が被害を受ける。
  - 3月x日 - 校舎耐震工事完了。
- 2012年（平成24年）1月 - 校舎補修工事完了（震災で被災した部分）。
- 2013年（平成25年）4月 - 初任者研修拠点校に指定される。

## 学区
- こちらのサイトを参照

## 周辺
- 馬渕川
- 協同組合八戸商工センター
- 国道104号
- 八戸市博物館
- 八戸合同庁舎
- 青森地方裁判所八戸支部
- 八戸根城郵便局
- 八戸市立根城中学校

## アクセス
- JR八戸線長苗代駅から、約1.5km、徒歩で約25分・車で約3分。
- JR・青い森鉄道八戸駅から、
  - 車で約4.2km・約8分。
  - 下述の南部バスに乗車し、「司法センター前」バス停下車後、徒歩。
- 八戸市営バス・南部バスで、「司法センター前」バス停下車後、東日本フード（株）付近にある市道から降りる歩道階段経由で学校正門まで、
  - 旭ヶ丘営業所・八戸駅・一日市・田子町・三戸町・南部町福地方面行のりばから、徒歩約585m・約9分。
  - 八戸市中心街・大杉平バスセンター・聖ウルスラ学園・ラピアバスセンター・本八戸駅・フェリーターミナル方面行のりばから、徒歩約660m・約10分。
    - なお、学校校地からバス停まで、最短で約300mほどだが、道路形状[1]の関係で、約2倍の距離となる。